# Jamie Babbit
Jamie Babbit, nom amb què es coneix Jamie Merill Babbit (Shaker Heights, Ohio, 16 de novembre de 1970) és una directora, productora i guionista estatunidenca. Ha dirigit les pel·lícules But I'm a Cheerleader, Una ànima en silenci i Itty Bitty Titty Committee, i també episodis de sèries de televisió com Russian Doll, Gilmore Girls, Malcolm in the Middle, United States of Tara, Looking, Nip/Tuck, The L Word, Silicon Valley, i The Marvelous Mrs. Maisel.

## Biografia
Babbit va néixer a Shaker Heights, però va créixer a Cleveland amb el seu pare (advocat i professor de la Facultat de Dret) i la seva mare (que dirigia un programa de tractament per a adolescents amb problemes de drogues i alcohol). El programa s'anomenava New Directions, i més endavant li proporcionaria inspiració per al campament fictici True Directions de "teràpia reparadora" (teràpia de conversió) a But I'm a Cheerleader. Babbit va començar a actuar a la Cleveland Play House als set anys, passant posteriorment a la regidoria i la il·luminació. Va estudiar estudis de l'Àfrica Occidental al Barnard College i va començar a prendre classes de cinema a la Universitat de Nova York durant les vacances d'estiu.
Babbit viu a Los Angeles amb la seva dona, Karey Dornetto. Té dues filles, Finley i Ryder, fruit de la seva relació anterior amb la productora Andrea Sperling.

## Carrera professional
Després de graduar-se al Barnard College el 1993, la primera feina de Babbit va ser d'assistent de l'assistent de Martin Scorsese a L'edat de la innocència (1993). Després va treballar com a interna a The Secret of Roan Inish (1994) de John Sayles, on va treballar amb la també aspirant a cineasta Karyn Kusama.
La seva següent feina va ser com a supervisora de guió a la pel·lícula de John Duigan The Journey of August King (1995), un lloc pel qual tenia poca experiència, i que posteriorment va reconèixer que va mentir per aconseguir introduir-s'hi. La va seguir el telefilm Hide and Seek (1996) de Su Friedrich. El 1996, després de treballar a Si les parets parlessin, on va conèixer la seva futura parella Andrea Sperling, Babbit va obtenir un lloc de supervisora de guió a la pel·lícula de David Fincher The Game (1997), fet que va demostrar influir en la seva carrera com a directora.
El 1996, Babbit va dirigir amb Ari Gold Frog Crossing, un curtmetratge còmic sobre un activista pels drets dels animals que protegeix les granotes mentre creuen una carretera. Mentre treballava a The Game va discutir amb Fincher la seva idea per a un curtmetratge basat en un conte de fades; el director va donar-li pel·lícula de 35 mm, el muntador li va deixar fer servir de franc la màquina de muntatge, i Michael Douglas va escriure a Paramount i els va demanar que li donéssin a Babbit accés al seu departament de vestuari. Com a resultat, va poder fer Sleeping Beauties (1999), un altre curtmetratge còmic, per uns 10.000 dòlars.
Aquell mateix any va dirigir el seu primer llargmetratge, But I'm a Cheerleader, una comèdia romàntica protagonitzada per Natasha Lyonne i Clea DuVall, sobre una animadora d'institut que és enviada pels seus pares a un campament de "teràpia reparadora" quan aquests sospiten que és lesbiana. La pel·lícula es va inspirar en un article que Babbit havia llegit sobre un home que havia estat enviat a un campament similar, i el de la pel·lícula es va basar en part en la casa per a joves amb problemes de drogues i alcohol que gestionava la seva mare. Anys més tard, Babbit va aparèixer en This Film Is Not Yet Rated (2006) parlant sobre aquesta pel·lícula i la seva lluita contra la qualificació NC-17 (per a majors de 17 anys).
La seva segona pel·lícula va ser el thriller Una ànima en silenci (2005), amb Elisha Cuthbert i Camilla Belle en els papers principals; malgrat no ser ben rebuda per la crítica en general, va esdevenir un èxit comercial. A aquesta va seguir-li la comèdia Itty Bitty Titty Committee (2007), en la que Melonie Diaz interpretava una jove que s'involucra en un grup feminista radical; la cinta va rebre crítiques majoritàriament negatives, tot i que va ser nominada a l'Os d'Or al Festival Internacional de Cinema de Berlín i va guanyar el premi del jurat al festival South by Southwest.
El 2011 Babbit va començar la producció de Breaking the Girls, un thriller escrit per Mark Distefano i Guinevere Turner, estrenada el 2012, amb Agnes Bruckner i Madeline Zima en el paper d'amigues que prometen assassinar cadascuna l'arxienemiga de l'altra; la seguiria Addicted to Fresno (2015), una comèdia negra on Natasha Lyonne i Judy Greer són dues germanes que es troben en un embolic quan el personatge de la segona mata algú accidentalment.
Al llarg de la seva carrera Babbit ha dirigit i produït episodis de diversos programes de televisió com Popular, United States of Tara, The Bernie Mac Show, Malcolm in the Middle, Nip/Tuck, Gilmore Girls, Castle, Alias, Ugly Betty, Dirty Sexy Money, Drop Dead Diva i The L Word. A partir de la seva pel·lícula Breaking the Girls (2012) va anar dedicant-se cada vegada més a la televisió, i en els darrers anys destaca la seva feina en les sèries Looking, Girls, Silicon Valley, The Marvelous Mrs. Maisel i Russian Doll. Li agrada treballar a la televisió perquè l'ajuda a "mantenir les seves habilitats"; ha afirmat que, com que els directors de televisió tenen menys responsabilitat global que els directors de cinema, és capaç de concentrar-se a treballar amb actors, i que el treball televisiu també li permet guanyar diners mentre persegueix els seus objectius a llarg termini de fer llargmetratges.
La seva següent pel·lícula és la comèdia The Stand-In, que està previst que s'estreni el 2020 i que comptarà amb Drew Barrymore en el paper protagonista.

## Filmografia com a directora

### Cinema
- 1996: Frog Crossing (curtmetratge)
- 1999: Sleeping Beauties (curtmetratge)
- 1999: But I'm a Cheerleader
- 2001: Stuck (curtmetratge)
- 2004: A Memoir to My Former Self (curtmetratge)
- 2005: Una ànima en silenci (The Quiet)
- 2007: Itty Bitty Titty Committee
- 2012: Made in Cleveland (segment "Fucking Cleveland")
- 2012: Breaking the Girls
- 2015: Addicted to Fresno
- 2010: The Stand In

### Televisió
- 1999: Undressed
- 1999–2001: Popular (8 episodis) (productora – Season Finale)
- 2001: Maybe It's Me (4 episodis)
- 2001: The Bernie Mac Show (2 episodis)
- 2001–2007: Gilmore Girls (18 episodis)
- 2002: Ed
- 2002–2003: Malcolm in the Middle (3 episodis)
- 2003: Miss Match
- 2003–2004: Nip/Tuck (3 episodis)
- 2004: Wonderfalls
- 2006: Alias
- 2006: Ugly Betty
- 2007–2008: The L Word (3 episodis)
- 2007: The Riches (2 episodis – Season Finale)
- 2007: Gossip Girl
- 2007–2008: Dirty Sexy Money (3 episodis)
- 2007: Notes from the Underbelly (2 episodis)
- 2008: Swingtown (2 episodis)
- 2009: 90210 (2 episodis)
- 2009–2010: Drop Dead Diva (6 episodis)
- 2010: The Middle (3 episodis)
- 2010: United States of Tara (4 episodis)
- 2011: Mr. Sunshine (1 episodi)
- 2012: Revenge (1 episodi)
- 2014–2017: Girls (4 episodis)
- 2014: Married (2 episodis)
- 2014–2015: Looking (2 episodis)
- 2015–2017: Brooklyn Nine-Nine (4 episodis)
- 2015–2016: The Grinder (2 episodis)
- 2016: Supergirl (1 episodi: "Childish Things")
- 2016–2018: Silicon Valley (8 episodis)
- 2017: It's Always Sunny in Philadelphia (3 episodis)
- 2017: Girlboss (3 episodis)
- 2017: The Orville (1 episodi, "Cupid's Dagger")
- 2017: Ghosted (1 episodi, "Sam")
- 2018: Santa Clarita Diet (1 episodi, "Subspicous Objects")
- 2018: Sorry for Your Loss (1 episodi, "I Want A Party")
- 2018: The Marvelous Mrs. Maisel (2 episodis)
- 2019: Russian Doll (3 episodis)
- 2019: First Wives Club (1 episodi)
- 2020: Awkwafina Is Nora from Queens (2 episodis)
- 2021–2022: Only Murders in the Building (5 episodis)
- 2022: A League of Their Own (3 episodis)